# Emmaboda distrikt
Emmaboda distrikt är ett distrikt i Emmaboda kommun och Kalmar län. 
Distriktet omfattar en del av tätorten Emmaboda. 

## Tidigare administrativ tillhörighet
Distriktet inrättades 2016 och utgörs av en del av området Emmaboda köping omfattade till 1971, det område köpingen omfattade före 1969 som före 1930 utgjorde en del av Vissefjärda socken.
Området motsvarar den omfattning Emmaboda församling hade vid årsskiftet 1999/2000 och som den fick 1939 när församlingen bröts ut ur Vissefjärda församling.